# 马蒂兰·雅克·布里松
马蒂兰·雅克·布里松（法語：Mathurin Jacques Brisson，法語發音：[matyʁɛ̃ ʒak bʁisɔ̃]；1723年4月30日—1806年6月23日），法国动物学家、自然哲学家，曾为法国科学院院士。